# Psychologismus

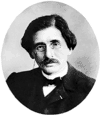
Gabriel Tarde

Psychologismus je názor považující psychologii za základ vší filozofie a za základní vědu vůbec. Vztahuje psychologické techniky do řešení filosofických technik a vychází z pojetí, že psychologie je základem každé vědy, neboť neexistuje vědecké odvětví, v němž by také nešlo o vnímání, myšlení apod. V současné sociologii představují psychologismus zejména směry neofreudismus, fenomenologická sociologie a etnometodologie. Psychologismus je také označení pro jakékoliv přeceňování významu a dosahu psychologie, kdy jiná hlediska bývají zanedbána nebo zcela odmítnuta. Jiné definice říkají, že psychologismus spočívá v chybné identifikaci nepsychologických subjektů s psychologickými. Název vymyslel německý historik a filozof Johann Eduard Erdmann. Termín psychologismus vyvolával zejména v 19. století značné spory a vznikaly dobové kritiky.

## Historie psychologismu
Zakladatelem psychologismu je francouzský sociolog a sociální psycholog Gabriel Tarde. Považoval za nutné definovat v rámci sociologie elementární sociální fakt. Tím byl psychický stav jednotlivce. Začátkem 19. století se psychologie zabývala jedincem a sociální procesy nebrala v potaz. Ke konci století se situace zásadně změnila, Tarde sociální jevy považoval za jevy vznikající na základě vzájemného vztahu individuí. Psychologismus se velmi rozšířil, a to jako obecná tendence psychologicky zdůvodnit vědecké poznání a objasnit nejrůznější jevy. Psychologické zdůvodňování gnozeologie (F. E. Beneke), lingvistiky (G. Paul), estetiky (G. T. Fechner), logiky (J. Lipps), dějin a literární vědy (H. Taine) i dalších disciplín se stalo moderním. Za hlavní představitele psychologismu ve filozofii je považován Jakob Friedrich Fries a Johann Friedrich Herbart.
Poprvé Erdmann použil pojem „psychologismus“ při kritické charakteristice filozofického postoje Fridricha Eduarda Benekeho, který pokládal psychologii za veškerý základ filozofie. Podle Benekeho je psychologie nástrojem, který umožňuje propojit filozofii s vnitřní individuální zkušeností a z výsledku poté vyvodit strukturu lidského poznávání.
Počátky psychologismu tak začínají v 60. letech 19. století, kdy psychologové a sociologové začali přicházet na to, že fungování lidského života, potažmo lidské chování, není možné nazírat jen z fyziologického hlediska. Psychologové dospěli k závěru, že lidské chování je ovlivněno i společenským životem člověka, naproti tomu sociologové pochopili, že lidské chování nelze posuzovat jen na základě chování ve společnosti, ale i na základě dílčích projevů chování, jako je například rozhodování.
K rozvoji zkoumání tohoto fenoménu docházelo tedy zejména v 19. století, a to hlavně ve Francii, kde dlouhodobě docházelo k rozsáhlým společenským změnám, a to především kvůli francouzským revolucím. Francouzská revoluce jako taková se stala příčinou změn a zároveň těžištěm zkoumání tohoto období. Vzhledem k tomu docházelo k rozsáhlému zkoumání tzv. psychologie davů, neboť to byly právě lidové davy, které ve francouzských revolucích sehrály klíčovou roli.
Zastánci psychologismu se v této době shodovali na těchto rysech lidského chování:
·        Lidská mysl má společný, nadosobní základ daný společností, ve které žije.
·        Člověk je svou povahou spíše bytost iracionální; to implikuje, že ani společnost nelze posuzovat na základě víry v rozumné chování členů či víry v logiku.
Na počátku 20. let 20. století se na našem území sporem o psychologismu zabýval český filozof a sociolog Josef Ludvík Fischer. Tuto problematiku rozebral především ve své publikaci Úvod do filozofie, zejména v oddílu věnovaném její metodě.
S postupem času se náhled na psychologismus měnil a byl chápán v nových souvislostech. Americký filozof Ned Block ve své knize Psychologism and Behaviorism líčí psychologismus jako pohled na inteligentní chování soudíc podle toho, jak člověk vnitřně zpracovává myšlenky konatele. Tento postoj je v kontrastu s behaviorálním pohledem, který tvrdí, že inteligence může být přisuzována bytosti výhradně skrze pozorování jejího chování.

## Kritika psychologismu
Termín psychologismus vyvolával zejména v 19. století značné spory. Vznikaly dobové kritiky, zaměřené zejména na to, zda logika a epistemologie jsou součástí psychologie. Přestože se diskuze o pojetí psychologismu vedly zejména v německém prostředí, do debaty významně přispěl také anglický filozof John Stuart Mill. Jeho následovníci se však dodnes neshodují, zda byl zastáncem psychologismu či nikoliv, a to z toho důvodu, že ve svých dílech někdy zmiňuje závislost logiky na psychologii a jindy naopak tento vztah popírá.
Kritikou psychologismu v logice se zabýval německý filozof moravského původu Edmund Husserl ve svém díle Prolegomen k čisté logice. Pojem psychologismus v logice vykládal tak, že logika je brána jako součást psychologie, jež se považovala za jediný a dostatečný teoretický základ logiky. Husserl se zabýval dvěma linkami kritiky psychologismu, které detailně popsal ve svém díle. První princip vychází z analýzy povahy zákonů čisté logiky, podle níž se tyto zákony nemohou zakládat na empirických psychologických pravidlech, a tedy psychologie nemůže být základem logiky. Druhá linie Husserlovy kritiky se snaží dokázat vnitřní rozpornost psychologistického stanoviska, jsou-li z něj vyvozeny jeho nejzazší důsledky.
Dalším významným kritikem psychologismu byl německý fenomenologický filozof Martin Heidegger, žák a následovník myšlenek Edmunda Husserla. Na jeho raných publikacích se podepsal nejvíce kritický realismus a katolická filozofie, byl silným odpůrcem modernismu. V mládí byl hodně ovlivněn freiburským teologem a filozofem Carlem Braigem. Spor o psychologismus podle něj nebyl primárně sporem s psychologií, ale příležitostí k odhalení hlubokých filozofických problémů, které přímo vedly ke Kantovi a jeho filozofii. Významná je Heideggerova dizertace s názvem Nauka o soudu v psychologismu.
V článku Psychologie náboženství a podvědomí vedl Heidegger otevřený spor s psychologií a byl proti psychologizaci víry. Nechápal spor o psychologismus jako přímý spor s psychologií, ale jako možnost odhalení filozofických významů. Psychologizace logiky totiž nepramenila z psychologie, ta se ovšem právě díky psychologizaci logiky začala prezentovat jako samostatná vědní disciplína. K psychologizaci logiky mimo jiné vedlo nepochopení Kantových transcendentálních výzkumů výbavy lidského rozumu.
O spor o psychologismus a logicismus se ve 20. letech 20. století zajímal také J. L. Fisher ve svém díle Úvod do filozofie. Pokusy logicismu dát poznávaným pravdám nadsubjektivní hodnotu podle J. L. Fishera končily nezdarem. Dle jeho slov „logicismus chtěje ujíti domnělé absurdnosti psychologismu, který ujišťuje o pouze relativní povaze všech pravd, musí strpěti, aby byl obviněn z absurdnosti ještě větší“. Podle něj nelze obejít subjektivní účast při vzniku poznání. Hlavní překážkou, jež se musela překonat, byla možnost veškerých psychologických bádání opřít se o prostý fakt, že logika je jako disciplína pojednávající o myšlení bezpochybně vnořena do psychických procesů myslícího subjektu.
Významně se sporem o psychologismus ve 20. století zabýval Přemysl Dvorský, který teoreticky vycházel z Heideggerových myšlenek.